# Kornél Havasi
Kornél Havasi est un joueur d'échecs hongrois né le 10 janvier 1892 et mort le 15 janvier 1945 dans un camp en Autriche. Champion de Hongrie en 1922, il a représenté la Hongrie lors de neuf olympiades (sept officielles et deux non officielles) de 1924 à 1937.

## Résultats aux olympiades
- Tournoi olympique de 1924 (7 / 13) : médaille d'argent par équipe, Havasi finit premier de son groupe préliminaire et dernier de la finale à huit joueurs.
- Olympiade de 1927 (5,5 / 8) : médaille d'or par équipe
- Olympiade de 1928 (10,5 / 16) : médaille d'or par équipe
- Olympiade de 1930 (12 / 14) : médaille d'argent par équipe
- Olympiade de 1931 (8,5 / 14) : quatrième échiquier
- Olympiade de 1933 (8 / 12) : quatrième échiquier, la Hongrie finit cinquième.
- Olympiade de 1935 (8 / 11, +5 =6) : troisième échiquier, médaille d'argent individuelle
- Olympiade non officielle de 1936 (10 / 16, +4 =12 : quatrième échiquier, médaille d'or par équipe
- Olympiade de 1937 (12 / 14) : quatrième échiquier, médaille d'argent par équipe.